# Dani Calvo
Daniel Pedro Calvo San Román, meglio noto come Dani Calvo (Huesca, 1º aprile 1994), è un calciatore spagnolo, difensore del Real Oviedo.

## Caratteristiche tecniche
È un difensore centrale.

## Carriera
Cresciuto nelle giovanili del Numancia, ha esordito in prima squadra l'8 giugno 2014 in occasione del match di campionato pareggiato 1-1 contro l'Eibar.